# Marianne Carlström
Marianne Linnéa Carlström, född 21 augusti 1946 i Gamlestads församling i Göteborg, är en tidigare svensk hushållslärare och politiker (socialdemokrat).
Carlström var riksdagsledamot 1985–2006, till 1990 som ersättare och därefter som ordinarie ledamot. Hon var bland annat vice ordförande i lagutskottet 1998-2006 samt ledamot i finansutskottet 1988-1991, bostadsutskottet 1991-1998, EU-nämnden 1998-2002 och i Nordiska rådets svenska delegation. Carlström var invald för valkretsen Göteborgs kommun.